# Bill Duke
Pour les articles homonymes, voir Duke.
William Henry Duke, Jr., dit Bill Duke, né le 26 février 1943 à Poughkeepsie, dans l'État de New York, aux États-Unis, est un acteur, réalisateur et producteur américain.

## Biographie

### Débuts
Bill Duke est né le 26 février 1943 à Poughkeepsie, dans l'État de New York, aux (États-Unis).

### Carrière
Son physique imposant l'a souvent cantonné aux rôles de soldats ou de « méchant ». Il est ainsi coutumier des films d'action, mais a aussi joué dans des comédies. Il joue souvent des personnages liés à l'application de la loi. Son rôle le plus populaire reste celui du Sergent Mac dans Predator (1987). En 1991, il réalise Rage in Harlem, qui est sélectionné en compétition pour la Palme d'or au Festival de Cannes.

## Filmographie

### Comme acteur
- 1976 : Car Wash de Michael Schultz
- 1978 : Starsky & Hutch - Saison 3, épisode 19 "La cible" (série TV): Officier Dryden
- 1980 : American Gigolo de Paul Schrader
- 1985 : Commando de Mark L. Lester
- 1987 : Predator de John McTiernan
- 1987 : 260 chrono (No Man's Land) de Peter Werner
- 1988 : Action Jackson de Craig R. Baxley
- 1989 : Sans espoir de retour (Street of No Return) de Samuel Fuller
- 1990 : Comme un oiseau sur la branche (Bird on a Wire) de John Badham
- 1993 : Sister Act, acte 2 (Sister Act 2: Back in the Habit) de Bill Duke (Caméo)
- 1993 : Menace II Society d'Albert et Allen Hughes
- 1998 : Susan a un plan (Susan's Plan) de John Landis
- 1998 : Fever de Alex Winter
- 1998 : L'Anglais (The Limey) de Steven Soderbergh
- 1999 : Payback de Brian Helgeland
- 2000 : Hors limites (Exit Wounds) de Andrzej Bartkowiak : Chef Hinges
- 2001 : Never Again d'Eric Schaeffer (en)
- 2002 : Fastlane (série TV)
- 2002 : Dragon Rouge (Red Dragon) de Brett Ratner
- 2003 : Karen Sisco (série TV)
- 2003 : National Security de Dennis Dugan
- 2005 : Réussir ou mourir de Jim Sheridan
- 2006 : Battlestar Galactica (TV) : Phelan
- 2006 : X-Men : L'Affrontement final de Brett Ratner : Trask
- 2007 : Lost en tant que vedette invitée dans l'épisode 4 de la saison 3 "Une histoire de cœur"
- 2009 : Level 26 Dark Origins de Anthony Zuiker
- 2011 : Braquage à New York de Malcolm Venville : Frank
- 2013 : Freaky Deaky de Charles Matthau : Wendell
- 2013 : Battledogs de Alexander Yellen : le Président Donald Sheridan
- 2016 : New York, unité spéciale : avocat Ed Pastrano (saison 17, épisodes 22 et 23)
- 2017 : American Satan : Gabriel
- 2018 : Mandy de Panos Cosmatos
- 2018 : Black Ligthning dans la saison 2 épisode 1 : Agent Odell
- 2019 : High Flying Bird de Steven Soderbergh : Spencer
- 2021 : No Sudden Move de Steven Soderbergh

### Comme réalisateur
- 1979 : Côte Ouest (Knots Landing) (feuilleton TV)
- 1981 : Flamingo Road (feuilleton TV)
- 1981 : Falcon Crest (feuilleton TV)
- 1982 : Fame (série télévisée)
- 1983 : Dallas - série.       télévisée
- 1983 : Scandales à l'Amirauté (Emerald Point N.A.S.) (série télévisée)
- 1984 : Deux Flics à Miami (Miami Vice) (série télévisée)
- 1985 : The Killing Floor (téléfilm)
- 1985 : Hell Town (en) (série télévisée)
- 1985 : Spenser (Spenser: For Hire) (série télévisée)
- 1986 : Johnnie Mae Gibson: FBI (téléfilm)
- 1986 : Flag
- 1986 : Les Incorruptibles de Chicago (Crime Story) (série télévisée)
- 1986 : Starman (série télévisée)
- 1987 : L'Enfer du devoir (Tour of Duty) (série télévisée)
- 1989 : A Man Called Hawk (série télévisée)
- 1989 : A Raisin in the Sun (téléfilm)
- 1990 : The Outsiders (série télévisée)
- 1991 : Rage in Harlem (A Rage in Harlem)
- 1992 : Dernière Limite (Deep Cover)
- 1993 : Les Veuves joyeuses (The Cemetery Club)
- 1993 : Sister Act, acte 2 (Sister Act 2: Back in the Habit)
- 1994 : New York Undercover (série télévisée)
- 1996 : America's Dream (téléfilm)
- 1997 : Les Seigneurs de Harlem  (Hoodlum)
- 2000 : The Golden Spiders: A Nero Wolfe Mystery (téléfilm)
- 2001 : Living in the Spirit Revue (vidéo)
- 2001 : Angel: One More Road to Cross (vidéo)
- 2002 : Fastlane (série télévisée)
- 2003 : Deacons for Defense (en) (téléfilm)
- 2009 : Les Liens sacrés (Not Easily Broken)

## Nomination
- Festival de Cannes 1991 : En compétition pour la Palme d'or pour Rage in Harlem

## Voix françaises
| - Jean-Michel Martial (1952 - 2019) dans : - Susan a un plan - L'Anglais - National Security - Tola Koukoui dans : - American Gigolo - Commando - Bruno Henry dans : - X-Men : L'Affrontement final - Mandy - Pascal Vilmen dans : - High Flying Bird - No Sudden Move | Et aussi - Sady Rebbot dans Predator - Robert Liensol (*1922 - 2011) dans 260 chrono - Greg Germain dans Action Jackson - Michel Vigné dans Comme un oiseau sur la branche - Mario Santini dans Menace II Society - Jacques Martial dans Payback - Daniel Kamwa dans Hors limites - Philippe Catoire dans Fastlane (série télévisée) - Jean-Paul Pitolin dans Karen Sisco (série télévisée) - Achille Orsoni dans Black Lightning (série télévisée, 1re voix) - Mathieu Rivolier dans Black Lightning (série télévisée, 2e voix) |